# Night Time, My Time
Night Time, My Time (en idioma español: tiempo de noche, mi tiempo) es el primer álbum de la cantautora, modelo y actriz estadounidense Sky Ferreira, publicado el 29 de octubre de 2013, por Capitol Records. El álbum fue programado primero para un lanzamiento en el 2011, después de los sencillos 17, "One" y "Obsession". Sin embargo, se convirtieron en fracasos comerciales lo que causó que su sello pospusiera el álbum. Como resultado de ello, se llevaron a cabo numerosas sesiones de grabación para el álbum; algunas de los cuales se destinaron a dos EP As If (2011) y Ghost (2012).
El resultado final incluye el trabajo de Ferreira con productores como Ariel Rechtshaid, Justin Raisen y Dan Nigro, que marca un alejamiento de su material liberado previamente. Musicalmente, explora la música pop de los 80, el grunge de los años 90 y varios estilos de rock. Sus letras transmiten sentimientos diferentes, incluyendo el fracaso, el amor y la ira. La portada del álbum, tomada por el director de cine argentino Gaspar Noé,retrata a Ferreira en topless en una ducha. Night Time, My Time recibió críticas positivas de los críticos de la música, que elogiaron su sonido; ha sido reconocido por muchos como uno de los mejores discos de 2013. Fue un éxito modesto en el comercio; debutó en Billboard 200 en el número 45 y en los Australian Album Chart en el número 40.
Night Time, My Time fue precedido por el lanzamiento digital de su primer sencillo "You're Not the One", acompañado de un vídeo musical. Capitol Records publicó también "Boys" como descarga digital gratis, y aunque no fue lanzado como un sencillo se grabó un vídeo musical para el título del álbum. Ferreira se encuentra en el Bangerz Tour como acto de apertura de Miley Cyrus.

## Antecedentes y desarrollo
Después de lanzar las canciones 17, "One" y "Obsession", Ferreira anunció que su álbum debut sería lanzado el 11 de enero de 2011 Sin embargo, el presupuesto de Ferreira se redujo drásticamente lo que llevó a la cancelación del disco; Este lanzamiento fue sustituido por el del EP As If, que fue lanzado el 22 de marzo de 2011. En noviembre de 2011, Ferreira anunció que su álbum debut sería lanzado en 2012, Al mes siguiente reveló que ella estaba actualmente en el estudio trabajando en su álbum debut con Jon Brion, y que "posiblemente" con Shirley Manson y Greg Kurstin.
A principios de 2012, Ferreira cambió el nombre del LP "Wild at heart", Ferreira para este año lanzó otro EP titulado 'Ghost' el 16 de octubre de 2012. Después de que su compañía discográfica se negó a financiar más sesiones de grabación para el álbum, Ferreira financió esto ella misma para cubrir los costos de grabación, con el dinero que había ganado de su carrera como modelo. La mayor parte del disco fue totalmente grabado, mezclado y masterizado en tan sólo un par de semanas en agosto de 2013. El 29 de agosto de 2013, Ferreira publicó una fotografía en su página de Facebook que indicaba que el álbum estaba terminado.

## Composición
Musicalmente, Night Time, My Time explora diferentes estilos musicales de los que se habían escuchado previamente 'Ghost' (EP) (2012). Se aproxima a los 80 y los 90, al pop y el grunge, mientras que también está inspirada en el rock psicodélico de los 80. Sin embargo, el álbum incorpora diversos géneros musicales, incluyendo new wave en "Love in Stereo" y "24 Hours", y el ska en "Kristine". Entre otros en las canciones del álbum.

## Lanzamiento
"Night Time, My Time" fue lanzado como descarga digital a través de iTunes en Estados Unidos el 29 de octubre de 2013, se hizo además disponible para pre-ordenar el disco compacto y disco de vinilo, aunque Ferreira criticó públicamente a Capitol Records porque no estaban disponibles para su lanzamiento inicial y anunció que iba a autofinanciar la creación de las versiones de vinilo.

## Portada
La portada para el disco fue fotografiada por el director argentino Gaspar Noé en el Hotel Amour en París, y se dio a conocer por Ferreira el 10 de octubre de 2013, se muestra a la cantante en topless con su pezón izquierdo expuesto llevando un collar con una cruz y estando en el interior de una ducha de azulejos verdes. Ella originalmente consideró usar otra imagen para la portada del álbum, Capitol Records la alentó para que la cambiara por una fotografía más antigua, Ferreira finalmente seleccionó la imagen en topless porque sentía que se refleja con mayor precisión la naturaleza del disco.

## Desempeño comercial
Night Time, My Time debutó en el número 45 en Billboard 200, debido a las descargas digitales de su estreno exclusivo a través de iTunes.
De este modo, se convirtió en su posición más alta en los Estados Unidos; en comparación, con su segundo EP Ghost (2012) que alcanzó la posición número once en la lista de Billboard Heatseekers. En marzo de 2014, el álbum había vendido 25.000 copias en los Estados Unidos, según Nielsen SoundScan. En Australia alcanzó el puesto número 40 en la tabla de ARIA Albums.